# Sesgo cognitivo

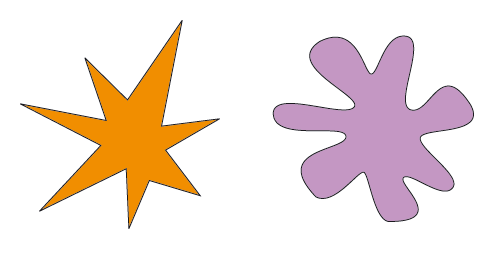
En un experimento ideado por Wolfgang Köhler, se pide al sujeto que diga cuál de estas figuras se llama bouba y cuál kiki. La mayoría de los sujetos le asigna el nombre bouba a la figura de la derecha, quizá porque los labios se redondean para producir el sonido o porque en el alfabeto romano, las letras b, o y a tienen una forma más redondeada que k e i (puntiagudas).

Un sesgo cognitivo es un efecto psicológico que produce una desviación en el procesamiento mental, lo que lleva a una distorsión, juicio inexacto, interpretación ilógica, o lo que se llama en términos generales irracionalismo, que se da sobre la base de la interpretación de la información disponible, aunque los datos no sean lógicos o no estén relacionados entre sí. Los sesgos sociales se denominan generalmente sesgos atribucionales y afectan a nuestras interacciones sociales de cada día, también están presentes en la probabilidad y toma de decisiones. Ante un estado de confusión, es importante precisar y destacar los mecanismos netamente cognitivos de los intelectivos, ya que estos últimos corresponden en la intuición a sesgos preceptivos conocidos comúnmente como falacias.
La existencia de sesgos cognitivos parece ser un rasgo adaptativo surgido durante la evolución humana, que ayudaría a tomar decisiones rápidas ante ciertos estímulos potencialmente dañinos, en situaciones en las que una respuesta inmediata puede ser más valiosa para la supervivencia que un análisis detallado. Esta inmediatez puede conducir a tomar decisiones erróneas, a veces, con consecuencias graves.
Los sesgos cognitivos permiten desarrollar modelos simpliﬁcados del mundo o de la realidad que rodea a los directivos y gerentes, con el propósito de facilitar tanto el proceso de toma de decisiones bajo situaciones complejas como el desarrollo de propuestas de solución a los problemas empresariales; es decir, permiten reducir las difíciles tareas mentales a tareas más sencillas, y entre estas la deﬁnición de la estructura organizativa de la empresa y de sus variables de diseño asociadas.
La psicología cognitiva estudia este efecto, así como otras estrategias y estructuras que utilizamos para procesar la información, habiendo identificado una gran cantidad de ellos, con frecuencia relacionados entre sí.

## Desarrollo del concepto

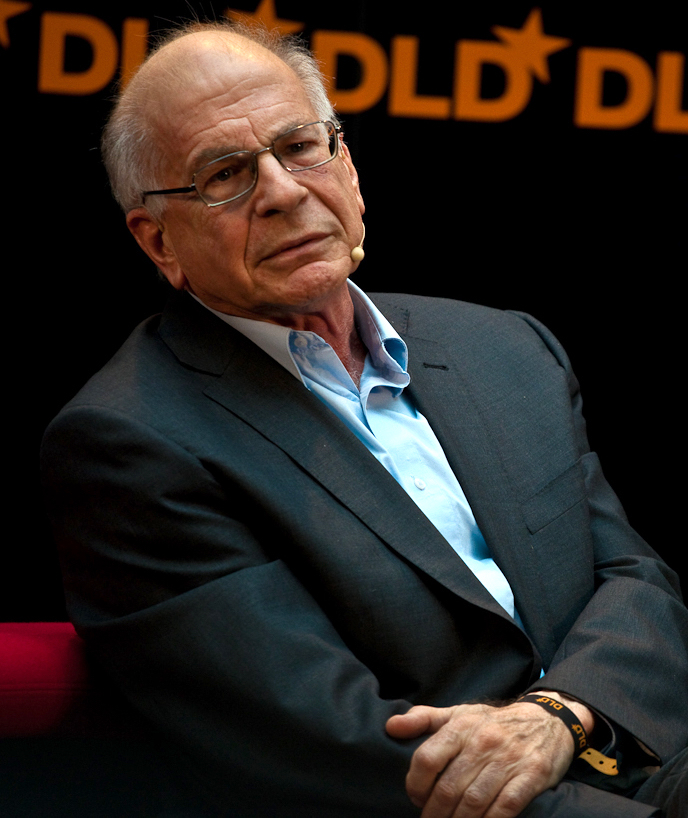
Daniel Kahneman, pionero en la identificación de los sesgos cognitivos en los procesos económicos.

El sesgo cognitivo surge de diversos procesos que a veces son difíciles de distinguir. Estos incluyen procesamiento de la información mediante atajos (heurística), motivaciones emocionales y morales, o la influencia social.
La noción de sesgo cognitivo fue introducida por Daniel Kahneman y Amos Tversky en 1972, y surgió de su experiencia con la imposibilidad de las personas de razonar intuitivamente con órdenes de magnitud muy grandes, o anumerismo ('innumeracy' en inglés).
Tanto ellos como otros investigadores demostraron la existencia de varios patrones de situaciones en que los juicios y decisiones humanas diferían de lo predecible según la teoría de la elección racional. Explicaron estas diferencias en términos heurísticos, procesos intuitivos, pero que introducen errores sistemáticos.
Estos experimentos se extendieron más allá de los programas de investigación ligados a la psicología académica hacia otras disciplinas como la medicina y la ciencia política, y fue un factor importante en el surgimiento de la economía conductual, llevando a Kahneman a ganar el Premio Nobel de Economía en 2002 por haber integrado aspectos de la investigación psicológica en la ciencia económica, especialmente en lo que respecta al juicio humano y la toma de decisiones bajo incertidumbre. Todas estas investigaciones condujeron a Tversky y Kahneman al desarrollo de la teoría de las perspectivas como una alternativa más realista a la Teoría de la elección racional.
Los críticos de Kahneman y Tversky, como Gerd Gigerenzer, argumentan que la heurística no debe llevarnos a definir el pensamiento humano como plagado de sesgos cognitivos irracionales, sino más bien concebir la racionalidad como un instrumento de adaptación que no se ajusta idénticamente a las reglas de la lógica formal o de la probabilidad. Algunos investigadores posteriores, tales como David Funder y Joachim Krueger han sugerido la posibilidad de ver los prejuicios cognitivos no como errores, sino como atajos empleados por los humanos a la hora de predecir y tomar decisiones, sobre todo cuando no hay mucha información.

## Sesgos estudiados ampliamente
- Sesgo retrospectivo o sesgo a posteriori: es la inclinación a ver los eventos pretéritos como predecibles.
- Sesgo de correspondencia, denominado también error de atribución: es la tendencia de hacer excesivo énfasis en las explicaciones fundamentadas, comportamientos o experiencias personales de otras personas.
- Sesgo de confirmación: es la tendencia a investigar o interpretar información que confirma preconcepciones.
- Sesgo de autoservicio: es la tendencia a reclamar más responsabilidad por los éxitos que por los fallos. Se muestra también cuando la gente tiende a interpretar como beneficiosa para sus propósitos información ambigua.
- Sesgo de falso consenso: es la tendencia experimentalmente corroborada de creer que las propias opiniones, creencias, valores y hábitos están más extendidos entre el resto de la población de lo que realmente lo están.
- Sesgo de memoria: es un sesgo cognitivo que mejora o deteriora la rememoración de un recuerdo (ya sea la probabilidad de que el recuerdo sea rememorado, o la cantidad de tiempo necesario para que esto ocurra, o ambos), o que altera el contenido de un recuerdo reportado.

### Ceguera a las plantas
La ceguera vegetal o ceguera a las plantas es una forma de sesgo cognitivo propuesta informalmente, que en su sentido más amplio es una tendencia humana a ignorar las especies de plantas. Esto incluye fenómenos tales como no darse cuenta de las plantas en el entorno circundante, no reconocer la importancia de la vida vegetal para toda la biosfera y para los asuntos humanos, una visión filosófica de las plantas como una forma de vida inferior a los animales y/o la incapacidad de apreciar características o estética únicas de las plantas. Los términos relacionados incluyen negligencia vegetal, zoocentrismo y zoochovinismo.
El término fue acuñado por los botánicos y profesores de biología J. H. Wandersee y E. E. Schussler en su publicación de 1999 'Preventing Plant Blindness'. Los científicos han sugerido que la razón por la que algunas personas no notan las plantas es porque las plantas son estacionarias y tienen un color similar, aunque otras investigaciones han sugerido que la ceguera de las plantas se ve afectada por las prácticas culturales. Un estudio estadounidense analizó cómo se perciben las plantas y los animales mediante el "parpadeo de atención" (la capacidad de notar una de dos imágenes presentadas rápidamente). El estudio demostró que los participantes eran más precisos al detectar animales en imágenes que plantas. Los investigadores también sugirieron posibles estrategias para caracterizar y superar el zoocentrismo.

## La ética del prejuicio
Entendemos por prejuicio el tomar decisiones sin tener una experiencia propia, un hecho que evolutivamente parece estar extendido.
En psicología, este término hace referencia a la distorsión de la información que se produce en nuestro cerebro al procesarla. En el español de uso corriente la expresión «prejuicio cognitivo» se acerca más al significado de las palabras «tendencia», «sesgo» o «predisposición».
Con frecuencia se le asocian a la predisposición o prejuicio cognitivo unas connotaciones éticas negativas, puesto que todo prejuicio, éticamente hablando, es injusto por definición; sin embargo, la tendencia, o mejor dicho, la manera que tiene la conciencia de procesar la información, no debería ser catalogada éticamente, si se asume que ésta es el legado natural de la evolución. Así, la información prejuiciosa, en ciencia, no es éticamente reprobable, ya que es la manifestación de un modelo de comportamiento o proceso mental beneficioso para el individuo desde el punto de vista de la evolución. Lo que en ciencia es reprensible es el acto de evitar comprobar el prejuicio o solución, desde una postura científica, el situarse en una postura cerrada y fija y aislarse dando por ciertos los datos imaginados. Una postura cerrada y prejuiciosa va en detrimento de la adaptabilidad de los individuos siempre que no sea necesaria una reacción inmediata.
Esto se debe a que al no disponer de información contrastada, sino solo disponer de los sesgos y probabilidades (procedentes de los valores adquiridos) o tópicos inciertos (procedentes de vagas referencias de otros) reduce, en definitiva, las posibilidades de usar la lógica para tomar decisiones correctas o para alcanzar la verdad. El cerebro y en general la evolución premia la supervivencia a corto plazo que nos permita la reproducción. El humano ha evolucionado en otro tipo de ambiente donde la mejor estrategia es asegurarse de sobrevivir a corto plazo en lugar de una estrategia a largo plazo de búsqueda de la verdad.
Sin embargo, aunque el prejuicio evolutivo y la intuición pueden ser beneficiosos en primer lugar para tomar decisiones rápidas sin información adicional, son obstáculos para el avance, adaptabilidad y, por tanto, supervivencia de una sociedad. Esto es así porque los hechos veraces conducen a la predictibilidad, la predictibilidad permite la preparación y la creación de herramientas para el control de los resultados, permitiendo cambiarlos, esto se produce gracias a que bajo premisas verdaderas se puede usar la lógica y el razonamiento. Una sociedad o cultura que estudia la verdad será más capaz de predecir y cambiar su futuro, esta posibilidad proporciona una gran ventaja de supervivencia. Así, una sociedad ve limitada el acceso a la verdad cuando ignora sus prejuicios. Esto no excluye que sea posible usar la verdad para planear malos escenarios futuros, por eso son importantes los mecanismos de control. Pero entonces la causa del problema sería «la aplicación» realizada y no la disponibilidad de la verdad.
El conocimiento y manera de pensar tendenciosos deben separarse de los actos prejuiciosos que son los que producen una ética reprobable. Así, por ejemplo, la ciencia nos dice que existe el planeta Urano, pero ya desde la infancia y sin comprobarlo porque se ha recibido sin razonarlo a una edad temprana, se cree de manera preferente en su existencia. El no comprobarlo científicamente el individuo es un acto que evita el gasto energético y de tiempo, de comprobarlo y que además proporciona estabilidad social.
- Hoy en día se vive del prejuicio informativo de muchas fuentes porque el trabajo necesario de comprobarlo nos impediría vivir en sociedad. Por tanto, se ha hecho inevitable basarse en suposiciones, prejuicios o probabilidades, que la conciencia decide sesgar de una manera u otra en función de resultados anteriores, sin embargo, si nadie comprobara de manera regular la veracidad de la información, cuando la propia vida o una decisión depende de dicha veracidad, estaríamos hablando de un acto prejuicioso o negligencia. Así, el acto de evitar la experimentación o no verificar la información desde una perspectiva informada y protegida, es un acto prejuicioso que, en tal caso, sería reprobable. No es un acto negativo el pensar cautelosamente de manera prejuiciosa.

- Al mismo tiempo, independientemente del cariz ético que adopta en la sociedad debido a la existencia de grupos sociales específicos, no solo el prejuicio, sino los actos prejuiciosos han sido inevitables, ya que siempre ha sido necesario convencer a los aliados para dar incluso su vida por una causa que no es comprobable o que no sería viable comprobar dado el tiempo y número de personas que se necesitan. Los medios de información son los que ponen pruebas indirectas, y, por tanto, falsificables, que informan al grueso de la población.

Bajo esas premisas, la supervivencia, en un sentido evolutivo, pasa por adelantarse y asegurarse independientemente o sin tener en cuenta la veracidad de la información. Este conflicto entre la ética y lo que razonadamente debería hacerse y entre el egoísmo psicológico y lo que es más fácil y seguro para la propia supervivencia, es lo que, en función de los recursos, se da todos los días.
Eliminar los actos prejuiciosos y evitar la negligencia mediante la comprobación implica evitar en cierta medida el respeto o autocensura de las creencias establecidas, si esto quiere decir dejar de criticarlas. De hecho, la fortaleza de una creencia es mayor cuanto mejor ha solucionado el problema.
En el método científico, la crítica, debate, testeo, comprobación o maltrato de las ideas establecidas consigue que algunas de ellas muten y se aproximen más a la verdad. El problema o negligencia no está en la crítica de las ideas, sino en la respuesta de la creencia al ataque, ya que algunas obvian la respuesta razonada o incluso el silencio (argumento a silentio) y responden con violencia (argumento ad baculum) ya sea porque se creen poseedores de la verdad y no desean perder tiempo y energía en explicarla (argumento ad ignorantiam) o bien porque no les beneficia (sesgo de autoservicio) o son reacios al cambio (argumento ad antiquitatem). Tanto lo uno como lo otro son comportamientos prejuiciosos que tienen su raíz en los prejuicios cognitivos.